# Richard Searfoss
Richard Alan Searfoss (Mount Clemens, 5 de maio de 1956 – Bear Valley Springs, 29 de setembro de 2018 ) foi um astronauta norte-americano veterano de três missões espaciais.
Formado em engenharia aeronáutica pela Academia da Força Aérea dos Estados Unidos em[1978, na primeira metade dos anos 1980 voou em caça-bombardeiros F-111 no Reino Unido, tornando-se instrutor do caça em Idaho até 1987. Em 1988 cursou a prestigiosa Escola de Piloto de Teste Naval dos Estados Unidos, localizada na Base Aérea de Edwards, na Califórnia. Tem em seu currículo de piloto e astronauta, o total de 5800 horas de voo e 939 horas no espaço.

## NASA
Searfoss se tornou astronauta em 1991, trabalhando em funções em terra nos primeiros dois anos de sua carreira. Foi ao espaço pela primeira vez em outubro de 1993, como piloto da missão STS-58 Columbia. Em março de 1996, subiu novamente como piloto da STS-76 Atlantis, numa das missões do Programa Shuttle-Mir, de acoplagem do ônibus espacial com a estação espacial russa Mir.
Sua terceira e última missão foi como comandante da STS-90 Columbia, em abril de 1998, a última viagem com o Spacelab, uma missão de estudos científicos neurológicos sobre os efeitos da microgravidade no cérebro e no sistema nervoso humanos.
Após se aposentar da NASA, foi juiz do Ansari X Prize e responsável por declarar vencedor do projeto o SpaceShipOne, primeira nave espacial da iniciativa privada a ir ao espaço, em 2004.